# Al-Musta'sim (Abbasside)
Pour les articles homonymes, voir Al-Musta'sim.
Cet article possède un paronyme, voir Al-Mu'tasim.
Abû Ahmad al-Musta`sim bi-llah `Abd Allah ben Mansûr al-Mustansir, surnommé al-Musta`sim, est né en 1213. Il a succédé à son père Al-Mustansir comme trente septième et dernier calife abbasside de Bagdad en 1242. Il est mort le 20 février 1258.

## Biographie
Al-Musta`sim est devenu calife en décembre 1242.

### Situation extérieure
Al-Mustansir avait assisté à la sixième croisade. Elle s'était terminée par un traité entre les Ayyoubides et l'empereur romain germanique Frédéric II. Frédéric qui avait à s'occuper d'autres affaires dans son pays, quitta Jérusalem en mai 1229. Ce traité de dix ans avait expiré en 1239 et Jérusalem fut reprise par les Mamelouks en 1244.
En 1247, Malik al-Salih Ayyoub a repris aux croisés Ascalon et la Galilée orientale et Damas. Il rétablit sa suzeraineté sur Homs, luttant pour le contrôle de la Syrie avec son cousin Al-Nasir Yusuf resté maître d'Alep.

### Septième croisade
Les croisés français de Louis IX ont débarqué à Damiette le 6 juin 1249. Le sultan ayyoubide Malik al-Salih Ayyoub, immobilisé par la tuberculose, a proposé à Louis d'échanger Damiette contre Jérusalem. Il est mort peu de temps après. Son épouse favorite, Chajar ad-Durr, une esclave arménienne, a rassemblé les familiers du sultan et leur a ordonné de garder le silence sur sa mort avant le retour de l'héritier du trône, Al-Mu'adham, alors en Irak. Louis IX est repoussé par Al-Mu'adham.
Le 2 mai 1250 les mamelouks turcs ont massacré le sultan Al-Mu'adham et s'emparent du pouvoir en Égypte. Les mamelouks nomment sultane Chajar ad-Durr qui épousera leur général `Izz al-Din Aybak, créant ainsi la dynastie Bahrite.
Le Calife envoya au sultan d'Égypte un poignard orné d'un décor de jasmins en signe de bonne volonté. Mais il refusa d'envoyer les robes de cérémonie. Al-Musta`sim refusait l'idée qu'une femme puisse être souveraine. Quand on lui a demandé de la reconnaître il aurait dit que si les émirs ne sont pas capables de trouver un homme à la hauteur de la tâche, il se ferait un devoir de leur en envoyer un.
En 1255, Hulagu s'est dirigé vers l'Ouest. Il a invité le calife à se joindre à lui pour se débarrasser des Ismaéliens qu'ils haïssaient tous les deux. Le Calife n'a pas répondu, laissant Hulagu libre d'annexer toutes les régions au Nord de l'Irak. Hulagu réunit probablement la plus grande armée mongole jamais assemblée. Alamut fut assiégé pendant plusieurs jours et soumise aux bombardements à cause de la neige ce qui poussa les Ismaéliens Nizârites à la reddition, ces derniers partirent se réfugier dans leur bastion de Masyaf.
Le Calife se sentait menacé. Il envoya, en désespoir de cause, une lettre dans laquelle il rappelait à Hulagu le sort des Saffarides lorsqu'ils avaient osé attaquer la « cité de la paix ». Cette menace de la colère divine n'eut aucun effet sur Hulagu, bien au contraire cela l'a convaincu que la prise de Bagdad était à sa portée.

### Prise de Bagdad par Hulagu
En janvier 1258, une colonne mongole atteignit les quartiers Ouest de Bagdad tandis qu’Hulagu arrivait sur la rive Est. Le Calife envoya son fils pour demander une trêve, en vain. Hulagu avait déjà dévasté une partie de la ville lorsqu’on se mit d’accord sur la cessation des hostilités.
Le 10 février 1258 Al-Musta`sim suivi de ses enfants et d’un certain nombre de citoyens éminents s’est rendu devant Hulagu qui le reçut avec une apparente courtoisie. Le Calife et ses fils furent mis à part dans une tente. Les autres durent quitter la ville. Le Calife suivit la suite d’Hulagu pour assister à la mise à sac de son palais et pour révéler les cachettes contenant des trésors. Après plusieurs jours de pillage, Hulagu y mit fin pour prendre possession de la ville.

### Mort d’Al-Musta`sim
Al-Musta`sim et tous les membres de sa famille qui furent faits prisonniers, ont été exécutés le 20 février 1258

« Après l’avoir forcé à livrer ses trésors et ses dernières cachettes, il semble que, par égard pour sa dignité, les Mongols, évitant de verser son sang, l’aient cousu dans un sac où on le fit fouler aux pieds des chevaux.

On livra aux flammes la plus grande partie de la ville, notamment la mosquée djâmi et on détruisit les tombeaux des Abbâssides. »